# Sara la Goda
Sara, coneguda com a La Goda (segle viii) va ser una noble visigoda del Regne de Toledo filla d'Olmund, un dels tres fills del rei visigot Vítiza. Provinent d'una important família andalusina, la seva figura es considera un dels exemples més importants de la islamització de l'antiga noblesa visigoda després de la conquesta d'Hispània (Al-Àndalus) pels musulmans,
La història de Sara i de la seva família, establerta a Sevilla, va ser recollida pel seu rebesnet, Ibn al-Qutiyya, un important cronista andalusí. Segons explica Ibn al-Qutiyya, d'acord amb els pactes que es van dur a terme a Al-Àndalus en aquell moment, la família d'Alamund havia aconseguit terres a la part més occidental de la Vall del Guadalquivir. Després de la mort d'Alamund, el seu germà Artobas, establert a la zona de Còrdova, va prendre als seus nebots que encara eren infants l'herència paterna. Davant d'aquesta situació, Sara i els seus germans van acudir a Damasc per plantejar el seu cas al Califa Hixam ibn Abd-al-Màlik. Aquest va fer de mediador perquè es complís el pacte establert i la va casar amb 'Isa ibn Muzahim, que va tornar amb ells cap a Al-Àndalus. A Damasc, Sara va conèixer un membre de la família Omeia, Abd al-Rahman ibn Mu'awiya que va esdevenir el primer emir omeia de Còrdova. Aquell fet seria recordat en favor de Sara, que va tenir accés al seu palau.
Del matrimoni entre Sara i 'Isa ibn Muzahim en van néixer dos fills i després de quedar vídua, Sara, ara per mediació del ja emir Abd al-Rahman ibn Mu'awiya, es va tornar a casar amb 'Umayr ibn Sa'id al-Lajmi, membre de l'exèrcit siri. D'aquesta nova unió va néixer Habib ibn 'Umayr, de qui van eixir les importants famílies sevillanes dels Banu Hayyay i els Banu Maslama, entre d'altres.